# 東京ユニバーサル・フィルハーモニー管弦楽団
東京ユニバーサル・フィルハーモニー管弦楽団（とうきょうユニバーサルフィルハーモニーかんげんがくだん）は、東京都大田区に本拠地を置くオーケストラである。日本オーケストラ連盟準会員。

## 概要
1973年に結成された日本新交響楽団を前身として1997年に設立され、三石精一が音楽監督を務めた。また、2012年に松岡究が常任指揮者に就任した。設立以来、定期公演やオペラ・バレエの公演での演奏のほか、学校などでの鑑賞会を積極的に行っている。